# 로마노 무솔리니

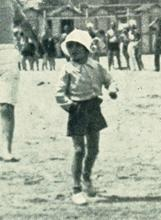
로마노 무솔리니 (1932년)

로마노 브루노 무솔리니(이탈리아어: Romano Bruno Mussolini, 1927년 9월 26일 ~ 2006년 2월 3일)는 이탈리아의 화가, 재즈 피아니스트, 영화 프로듀서이다. 베니토 무솔리니와 후처 리첼의 아들이자 알레산드라 무솔리니의 아버지이다. 외손자 플로리아니는 SS 라치오에 소속된 축구 선수이다.

## 작품
- 1996 "Soft & Swing"
- 2001 "The Wonderful World of Louis"
- 2002 "Timeless Blues"
- 2002 "Music Blues"
- 2003 "Jazz Album"
- 2003 "Napule 'nu quarto 'e luna"
- 2004 "Alibi perfetto" [Soundtrack - Das perfekte Alibi]
- 2005 "Mirage"
- 2006 "Minor Blues in Saint Louis" (postumo)
- 2006 "Na Voce Na Chitarra E O Poco E Luna" (postumo)